# Rrenc
Rrenc (serb. Ренце, Rence) – wieś w Kosowie, w regionie Prizren, w gminie Dragaš. W 2011 roku liczyła 581 mieszkańców.